# Fernsehturm Fazilka
Der Fernsehturm Fazilka ist ein 304,8 Meter hoher Stahlfachwerkturm in Fazilka im indischen Bundesstaat Punjab. Der Turm, der auch den Spitznamen Eiffelturm von Fazilka erhielt, dient einer Region im Umkreis von 100 Kilometern der Ausstrahlung von Fernseh- und Hörfunksignalen der Sender Jalandar Doordarshan und Delhi Doordarshan und ist nach dem Fernsehturm Rameswaram Indiens zweithöchster Fernsehturm. Er ist für die Öffentlichkeit nicht zugänglich.

## Baugeschichte
Der Bau des Fernsehturm Fazilka begann 1996 und sollte nach ursprünglicher Projektierung nach rund zwei Jahren abgeschlossen sein. Finanzielle Engpässe, Fachkräftemangel und der Tod von über einem halben Dutzend Arbeiter während der Bauphase verzögerten das Bauprojekt, so dass der Turmbau erst elf Jahre später, 2007, abgeschlossen werden konnte. Seine Baukosten betrugen rund 800 Millionen Indische Rupien. Er ersetzte einen 1 kW starken Sendeturm, der nicht mehr stark genug war, sich gegen die Radio- und Fernsehsignale aus Pakistan zu behaupten. Bewohner aus Fazilka baten den damaligen Premierminister Rajiv Gandhi, Maßnahmen zu ergreifen, den Einfluss pakistanischer Sender einzudämmen. Allerdings kann der Fernsehturm Fazilka bis heute seine Funktion als Störsender nicht zureichend erfüllen.